# Jerry Norman
Jerry Lee Norman, né le 16 juillet 1936 à Watsonville en Californie et mort le 7 juillet 2012 à Seattle, est un sinologue et linguiste américain connu pour ses travaux sur les dialectes chinois et la phonologie historique, notamment celle des dialectes min, ainsi que sur la langue mandchou. Jerry Norman a eu un grand impact sur la linguistique chinoise et est en grande partie responsable de la prise de conscience de l'importance des dialectes min dans la recherche linguistique sur le chinois archaïque.

## Vie et carrière
Jerry Norman naît dans une famille de fermiers qui a fui l'Oklahoma durant le Dust Bowl dans le milieu des années 1930. Il entre à l'Université de Chicago à l'automne 1954 et a une majeure en langue russe. Il doit abandonner après deux années d'étude à cause de problèmes financiers. Il est brièvement novice catholique avant de rejoindre l'armée américaine. Il commence ses études au Centre des langues étrangères de l'institut de langues de la Défense à Monterey en Californie où il s'initie pour la première fois le chinois.
Après avoir terminé son service militaire, Jerry Norman s'inscrit à l'Université de Californie à Berkeley. Il décroche un baccalauréat universitaire ès lettres en 1961. Il poursuit ses études de troisième cycle en langue chinoise sous la direction de l'éminent linguiste chinois Chao Yuen Ren et en langue mandchou et mongole avec le savant américain James Bosson. Il obtient une maîtrise universitaire ès lettres en 1965. Après avoir travaillé sur un glossaire du dialecte de Fuzhou avec le linguiste chinois Leo Chen, il rejoint en 1966 le Chinese Linguistics Project à l'Université de Princeton en tant que linguiste. Jerry Norman se déplace alors à Taïwan pour effectuer des recherches de terrain sur le hokkien taïwanais. En 1969, il reçoit un doctorat de l'Université de Berkeley avec une thèse sur le dialecte de Jianyang intitulée « The Kienyang Dialect of Fukien [le dialecte Kienyang du Fujian] ».
Jerry Norman est promu professeur assistant après avoir terminé sa thèse en 1969. Alors à Princeton, Jerry Norman rencontre et épouse Stella Chen. Ils ont ensemble quatre enfants. En 1972, Norman déménage avec sa famille à Seattle dans l'état de Washington pour rejoindre la faculté du Département de langues et littératures asiatiques de l'Université de Washington, où il reste jusqu'à sa retraite en 1998. Les études de Jerry Norman se sont concentrées sur les dialectes chinois min et il est en grande partie responsable de la reconnaissance des dialectes min comme outil important pour reconstruire la phonologie du chinois archaïque. Il était un étudiant passionné en histoire et littérature mandchou et était l'un des derniers savants nord-américains à savoir parler et lire le mandchou.
Il est mort de fibrose pulmonaire idiopathique à Seattle le 7 juillet 2012.

## Travaux
- Jerry Norman (1969), « The Kienyang Dialect of Fukien » (thèse de doctorat, University of California, Berkeley).
- Jerry Norman (1973), « Tonal Development in Min » ; Journal of Chinese Linguistics 1–2: 222–238.
- Jerry Norman (1974), « The Initials of Proto-Min » ; Journal of Chinese Linguistics 2-1: 27–36.
- Jerry Norman (1974), « Structure of Sibe Morphology » ; Central Asian Journal.
- Jerry Norman, Mei Tsu-lin (1976), « The Austroasiatics in Ancient South China: Some Lexical Evidence » ; Monumenta Serica 32: 274–301, JSTOR:40726203.
- Jerry Norman (1978), A Concise Manchu-English Lexicon. University of Washington Press.  (ISBN 978-0-295-95574-2).
- Jerry Norman (1979), « Chronological Strata in the Min Dialects » ; Fangyan 方言 1979.4: 268–274.
- Jerry Norman (1980), « Yongan fanyan » 永安方言; Shumu Jikan 书目季刊 14–2: 113–165.
- Jerry Norman (1981), « The Proto-Min Finals » ; 中央研究院国际汉学会议论文集 语言文字组: 35–73.
- Jerry Norman (1984), « Three Min Etymologies » ; Cahiers de Linguistique Asie Orientale 13–2: 175–189. DOI 10.3406/clao.1984.1155.
- Jerry Norman (1986), « 闽北方言的第三套清塞音和清擦塞音 » ; Zhongguo Yuwen 中国语文 1986.1: 38–41.
- Jerry Norman (1988), Chinese. Cambridge University Press, 1988.  (ISBN 978-0-521-29653-3).
- Jerry Norman (1991), « The Mǐn Dialects in Historical Perspective » ; Languages and Dialects of China, édité par William S.-Y. Wang, p. 325–360. Publié par Journal of Chinese Linguistics.
- Jerry Norman, Weldon South Coblin (1995), « A New Approach to Chinese Historical Linguistics » ; Journal of the American Oriental Society 115–4: 576–584.
- Jerry Norman (1996), « Tonal Development in the Jennchyan Dialect » ; Yuen Ren Society Treasury of Chinese Dialect Data 2: 7–41.
- Jerry Norman, Gilbert Louis Mattos (2000), Traduction de Chinese Writing par Qiu Xigui. Society for the Study of Early China and the Institute of East Asian Studies, University of California.  (ISBN 978-1-55729-071-7)
- Jerry Norman (2002), « A Glossary of the Lianduentsuen Dialect » ; Short Chinese Dialect Reports 1: 339–394.
- Jerry Norman (2006), « Min Animal Body Parts »; Bulletin of Chinese Linguistics 1–1: 133–143.
- Jerry Norman (2007), « 汉语方言田野调查与音韵学 »; Beijing Daxue Xuebao 北京大学学报 44.2: 91–94.
- Jerry Norman (2013), A Comprehensive Manchu-English Dictionary. Harvard University Asia Center.  (ISBN 978-0-674-07213-8)

### Sources
- W. South Coblin, « Jerry Norman: Remembering the Man and His Perspectives on Chinese Linguistic History », Journal of Chinese Linguistics, vol. 41,‎ 2013, p. 219–45 (JSTOR 23753860)
- Laurent Sagart, « Jerry Norman », Cahiers de linguistique – Asie orientale, vol. 41,‎ 2012, p. 341–351 (DOI 10.1163/19606028-04102005)